# Monte Perdido
Monte Perdido, také Mont Perdu (v překladu Ztracená hora), je třetí nejvyšší hora Pyrenejí. Rozkládá se jak na francouzském, tak na španělském území.
Hora je známá díky množství nejrůznějších přírodních úkazů, které se na ni nachází – od jedinečných kaňonů až po velké množství různých druhů rostlin. Přílehlé národní parky – španělský Ordesa y Monte Perdido a francouzský Pyrénées – figurují od roku 1997 na seznamu světového dědictví UNESCO.

## Galerie

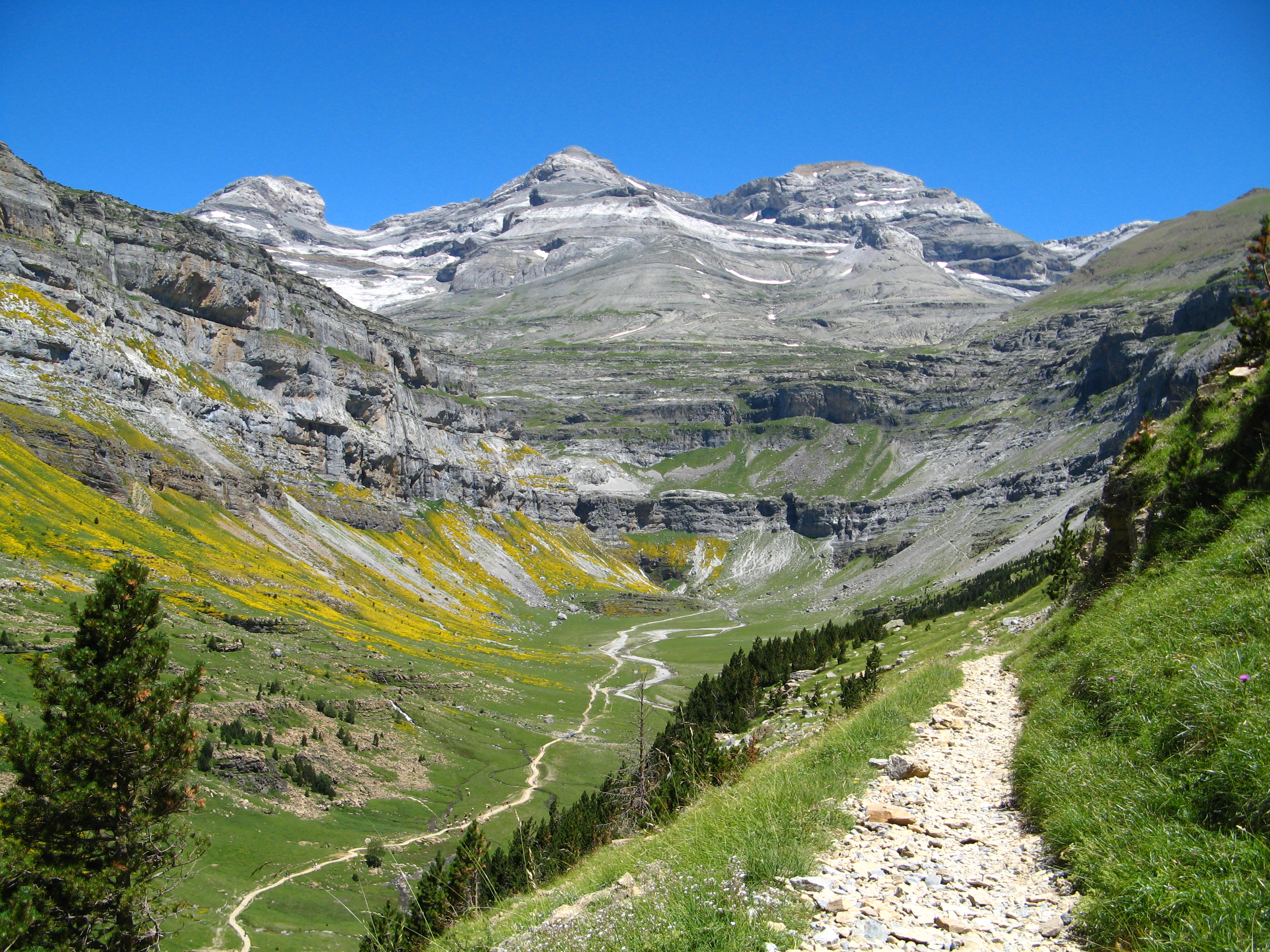
Monte Perdido z údolí Ordesa

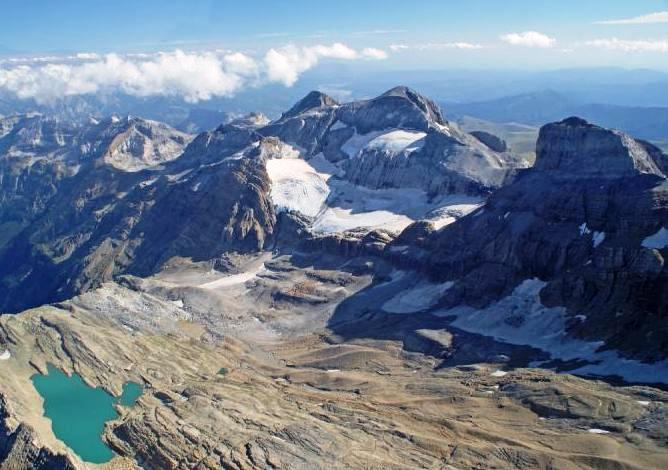
Ledovec na Monte Perdido

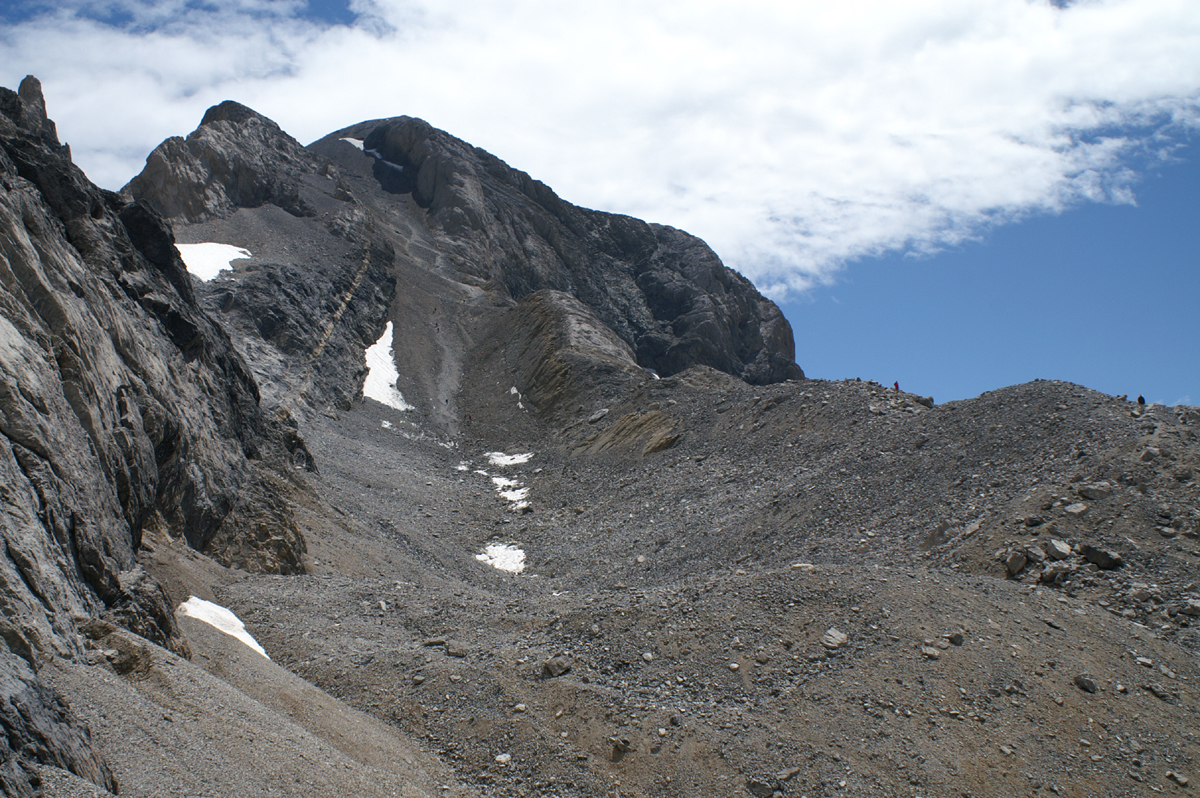
Monte Perdido od Lago Helado